# Haurpanggung
Haurpanggung is een bestuurslaag in het regentschap Garut van de provincie West-Java, Indonesië. Haurpanggung telt 15.212 inwoners (volkstelling 2010).